# Yen Man-sung
Yen Man-sung (滿松 顏; * 27. November 1957) ist ein taiwanischer Bogenschütze.
Yen nahm an den Olympischen Spielen 1988 in Seoul teil und konnte mit der Mannschaft den siebten Platz erreichen. Im Einzelwettkampf war Yen als 42. weniger erfolgreich.
Auch an der Weltmeisterschaft 1989 in Lausanne nahm er teil; dort wurde er jedoch nur 91.